# Wong Kar-wai
Wong Kar-wai (Shanghái, 17 de julio de 1958) es un director de cine chino reconocido internacionalmente por sus filmes, únicos en su forma visual y muy estilizados.

## Inicios
Nacido en Shanghái, emigró a los cinco años a Hong Kong. Al provenir de la China Continental y hablar solamente mandarín y dialecto shanghainés, pasó por un difícil periodo de adaptación al cantonés que se habla en Hong Kong, por lo que pasaría horas en los cines junto a su madre.
Después de graduarse de la Universidad Politécnica de Hong Kong como diseñador gráfico en 1980, se enroló en el Curso de Capacitación en Producción organizado por la Television Broadcasts Limited (TVB) de Hong Kong y se hizo guionista de televisión a tiempo completo. A mediados de los 80, trabajó como guionista/director para The Wing Scope Co. y para la In-gear Film Production Company, las casas productoras del destacado actor/productor Alan Tang.
El actual estilo artístico y nostálgico de Wong tomó forma durante su aprendizaje con Alan Tang Kwong-Wing, quien invertiría en la primera película dirigida por Wong, As Tears Go By (1988). La carrera de Wong despegó cuando dirigió Días salvajes (1990), a pesar de perder millones de dólares invertidos por Alan Tang.

## Obra cinematográfica
Dentro de la industria hongkonesa, entre un cine mayoritariamente comercial, el director Wong Kar-wai aparece con su visión poética de la vida, como un «poeta de la imagen» que, junto con su inseparable director de fotografía, el australiano Christopher Doyle, devolvió al panorama cinematográfico una revisión posmoderna y oriental de aquel estilo de cine que ya practicó en los sesenta la Nouvelle vague francesa, lo que naturalmente hizo que fuera encumbrado por Cahiers du Cinéma, una de las revistas de cine más prestigiosas del mundo.
Su primera obra, As Tears go By (1989), recibió buena acogida de la crítica, si bien se considera todavía una visión algo más elaborada del cine de mafias orientales tan popular en el Hong Kong de los ochenta, aunque se admira la sensibilidad que ya mostraba el autor, que supo resistir bien las limitaciones impuestas por los marcos del género. 
Su segunda obra, Días salvajes (1991), comenzó a forjar su estilo sensual de narración, mostrando una visión bellísima del Hong Kong de los sesenta, que recuperaría posteriormente en Fa yeung nin wa (2000) y 2046 (2004). Otro fracaso del director en la taquilla fue Ashes of Time (1994), una obra de artes marciales con pocas escenas de acción de lucha y más concentrada en el desarrollo de una historia dramática. 
Sin embargo, con Chungking Express (1994), una película rodada en dos semanas, logró encumbrar su carrera; incluso el director Quentin Tarantino mostró su admiración hacia la película, al igual que Cahiers du Cinéma, que dio a conocer al director en Occidente. 
Con Happy Together (1997) Wong logra triunfar en el Festival Internacional de Cannes consiguiendo el premio a mejor director.
Fa yeung nin wa (2000), también conocida como In the mood for love o Deseando amar, se considera la gran obra maestra de Wong, llegando a ser nominada por los Premios BAFTA, Independent Spirit Awards, y ganar el premio a la mejor película extranjera en los Premios César y a mejor actor para Tony Leung en el Festival Internacional de Cannes. 
Tras 2046 el director realizó su primera incursión en el cine occidental, dirigiendo en Estados Unidos My Blueberry Nights, donde trabajaron Norah Jones, Jude Law y Natalie Portman, y que abrió el Festival de Cannes de 2007.
En 2013 estrenaría su largometraje The Grandmaster, un drama sobre el maestro Yip Man (interpretado por Tony Leung) durante las décadas de los años 40 y 50. El resto del reparto incluye a Zhao Benshan, Zhang Ziyi, Chang Chen y Brigitte Lin.
En 2019 anunció que comenzaría a rodar la serie Blossoms Shanghai, que sería una secuela de Deseando amar y de 2046; el rodaje se pausó por la pandemia del COVID-19, pero fue finalmente estrenada en diciembre de 2023, con los actores Hu Ge, Ma Yili, Tang Yan y Xin Zhilei como protagonistas.
El estilo de dirección de Wong Kar-wai requiere mucho de los actores. Rodando sin guion, el excelente autor chino obliga al reparto a estar a la altura de los personajes, y los constantes cambios en el argumento hacen que las películas tarden bastante en rodarse.
Además de sus largometrajes, Wong Kar-wai tiene varios cortos: un corto promocional para una serie de BMW (The Follow), con Clive Owen y Forest Whitaker, un corto para Philips llamado There’s Only One Sun (2007), y un corto de 50 minutos para el proyecto de cortos eróticos llamado Eros. Su obra, La mano, es considerada por público y crítica como la mejor de las tres que componen el proyecto.

## Filmografía
- As Tears go By (1988)
- Days of Being Wild (Días salvajes) (1991)
- Ashes of Time (1994)
- Chungking Express (1994)
- Fallen Angels (1995)
- Happy Together (1997)
- Fa yeung nin wa (Deseando amar / Con ánimo de amar) (2000)
- The Follow (cortometraje) (2001)
- Six Days (videoclip de Dj Shadow) (2002)
- 2046 (2004)
- Eros (Segmento "La mano") (2004)
- My Blueberry Nights (2007)
- There's Only One Sun (cortometraje) (2007)
- The Grandmaster (2013)
- Blossoms Shanghai (2023, serie de TV)
- Chungking Express 2020 (Anunciada) (secuela de "Chungking Express")

## Premios y distinciones
Festival Internacional de Cine de Cannes
| Año  | Categoría      | Película       | Resultado |
| ---- | -------------- | -------------- | --------- |
| 1997 | Mejor Director | Happy Together | Ganador   |